# Lindevang station
Lindevang station är en järnvägsstation i stadsdelen Frederiksberg i Köpenhamn som betjänar linjerna M1 och M2 på Köpenhamns metro.

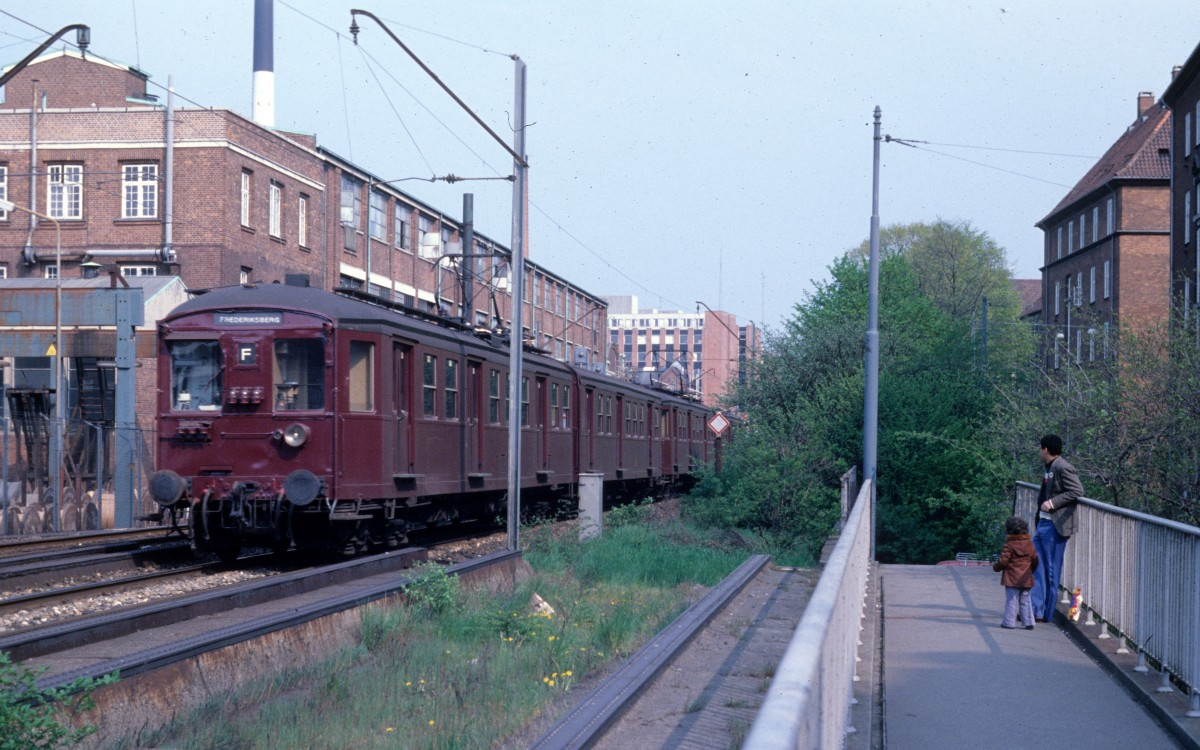
S-tåg på platsen där Lindevang station senare byggdes.

Det har tidigare funnits en S-tågstation på platsen. Den invigdes 13 december 1986 och låg på linjen mellan Vanløse och Frederiksberg station. S-tågstrafiken lades ned 1 januari 2020 och linjen omvandlades till en metrolinje.